# Jean-Pierre Cassabel
Jean-Pierre Cassabel (ur. 31 sierpnia 1938 w Castelnaudary, zm. 29 października 1987 tamże) – francuski polityk i samorządowiec, deputowany Zgromadzenia Narodowego, od 1986 do 1987 poseł do Parlamentu Europejskiego II kadencji.

## Życiorys
Jego ojciec był oficerem i nauczycielem, a matka położną. Ukończył studia na Uniwersytecie w Tuluzie, pracował jako nauczyciel geografii, historii i języka francuskiego. Wstąpił do Unii Demokratów na rzecz Republiki, następnie do Zgromadzenia na rzecz Republiki. Od 1970 do 1976 i od 1982 do 1987 zasiadał w radzie departamentu Aude, zaś od 1971 do śmierci merem Castelnaudary. W latach 1968–1973 i 1986–1987 członek Zgromadzenia Narodowego. Od 1986 do 1987 wykonywał też mandat posła do Parlamentu Europejskiego (zastąpił Paulina-Christiana Bruné), należał do Europejskiego Sojuszu Demokratycznego. Zmarł w trakcie kadencji.